# Музей глобусів

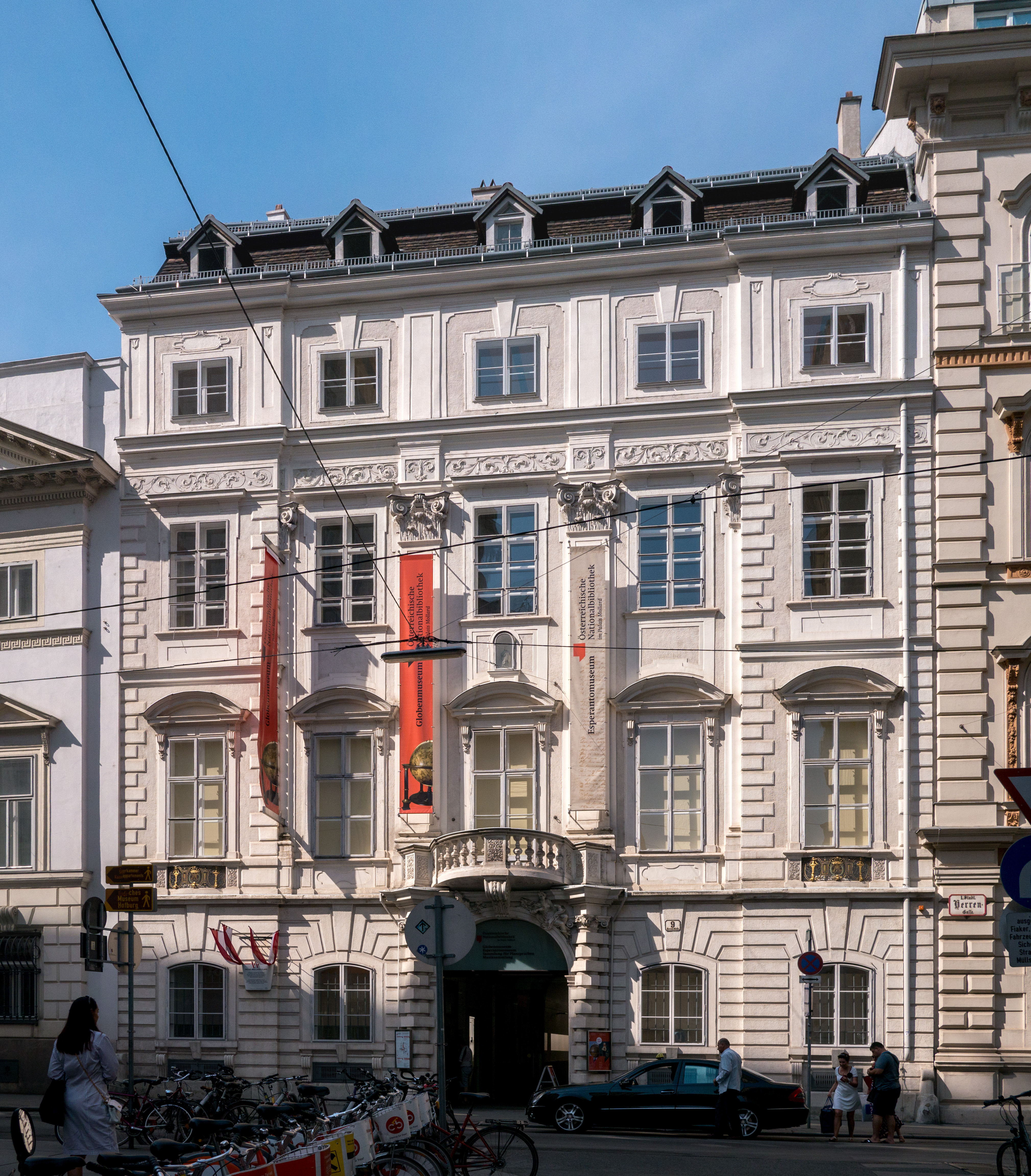
Палац Клари-Альдрингенів

Музей глобусів (нім. Globenmuseum) — єдине у світі публічне зібрання глобусів. Музей розташований у Відні, в палаці Клари-Альдрингенів, в одній будівлі з Австрійською національною бібліотекою.
Заснований в 1956 році на основі зібрання глобусів, що зберігалися в Австрійській національній бібліотеці. Велика частина цих глобусів потрапила до бібліотеки з колекцій австрійських імператорів, або як подарунки (так, наприклад, Вінченцо Марія Коронеллі спеціально для імператора Леопольда I виконав два глобуси з портретом імператора і гравійованим дарчим написом), або були куплені. У 1921 році географ Ойген Оберхуммер провів інвентаризацію зібрання й виявив 8 глобусів різних розмірів (як земних, так і небесних), і дві армілярні сфери. У 1922 році ці глобуси були перенесені до Географічних зібрань, де до 1948 року виявилося вже 28 глобусів. У щорічному звіті директора зібрання за 1948 рік було відмічено, що глобуси належать до рідко використовуваних предметів.
Відкриття музею стало можливе завдяки роботі ентузіаста і колекціонера глобусів Роберта Хардта. Музей глобусів був відкритий 14 квітня 1956 року, до колекції увійшли 63 експонати. У наступні 30 років зібрання музею виросли до 145 об'єктів, за рахунок купівлі, подарунків і обміну з іншими музеями. У 1996 році в музеї налічувалося 260 експонатів.
Музей кілька разів міняв приміщення, з 1 грудня 2005 року знаходиться в палаці Молларда-Клари. Окрім власне зібрання музею, виставлено також декілька десятків глобусів із приватних колекцій, переданих на довготривале зберігання до музею.
Окрім глобусів Коронелли, до цінних експонатів музею належать глобуси Меркатора 1541 (земний) і 1551 (небесний) років, а також глобус Гемми Фризіуса 1536 року, найстаріший з глобусів, що знаходяться в Австрії. Окрім глобусів, у музеї експонуються різні астрономічні інструменти. На січень 2009 року зібрання містили 590 об'єктів, з яких 250 перебували в експозиції.

## Ресурси Інтернету
- Вікісховище має мультимедійні дані за темою: Музей глобусів
- Elisabeth Zeilinger, Das Globenmuseum der Österreichischen Nationalbibliothek und seine Geschichte
- Webpräsenz des Globenmuseums
- Globenkatalog der ÖNB[недоступне посилання]
- Bilder des Museums auf [Архівовано 29 січня 2009 у Wayback Machine.] Flickr
- Michael Frank: Globenmuseum. Der Nabel der Welt.[недоступне посилання з квітня 2019] Artikel in der Süddeutsche Zeitung vom 1. Dezember 2005.